# Engishiki
L'Engishiki (延喜式, lett. Procedure dell'era Engi) è uno dei primi testi giuridici giapponesi compilato a metà del periodo Heian che raccoglie le regole formali su leggi e costumi. La maggior parte dell'opera fu completata nel 927.

## Storia
La compilazione iniziò nell'anno 905 (Engi 5) su ordine del'imperatore Daigo. L'opera fu iniziata da Fujiwara no Tokihira ma subì una battuta d'arresto quando l'autore morì quattro anni dopo nel 909. Suo fratello Fujiwara no Tadahira riprese il lavoro nel 912, completandolo probabilmente nel 927.
Dopo un certo numero di revisioni, l'opera venne usata come base per le riforme dal 967.
L'Engishiki fornisce anche una grande quantità di informazioni sulla vita a quei tempi, tra cui la descrizione di 10 diversi tipi di sakè.

## Manoscritto
L'Engishiki originale non esiste più e la maggior parte delle copie antiche dei periodi Muromachi e Sengoku sono andate perdute. La copia più antica sopravvissuta, ad eccezione di un rotolo, fu trascritta nel tardo periodo Heian. Questi 27 rotoli sono ora conservati nel Museo nazionale di Tokyo come Tesoro nazionale del Giappone. Provengono dalla proprietà della famiglia Kujō, un ramo del clan Fujiwara. Poiché molti dei rotoli furono scritti sul retro di documenti più antichi, questi rotoli rivestono una grande importanza storica non solo per quanto riguarda l'Engishiki stesso.
Inoltre, ci sono tre volumi (Volume rimanente 12,Volume 14, Volume 16 risalenti al 1127, nel periodo Heian) appartenenti alla collezione del Tempio Kongō-ji di Osaka.

## Contenuti
Il testo è costituito da 50 volumi ed è organizzato in sezioni:
- Volumi 1-10: Dipartimento del Culto. Oltre a regolamentare i cerimoniali, tra cui il Daijōsai (il primo Niiname-sai dopo l'ascesa al trono di un nuovo imperatore) e il culto al Grande Santuario di Ise e al Saikū, questa sezione dell'Engishiki riportava i testi liturgici, i 2.861 santuari shintoisti ufficialmente riconosciuti e i 3.131 kami ufficialmente riconosciuti.
- Volumi 11-40: Dipartimento di Stato e gli Otto Ministeri
- Volumi 41-49: Altri dipartimenti (polizia, magazzini militari, ecc.)
- Volumi 50: Leggi miste